# Achicodonia eucodonioides
Achicodonia eucodonioides là một loài thực vật có hoa trong họ Tai voi. Loài này được (Van Houtte) Wiehler mô tả khoa học đầu tiên năm 1976.